# Litsea liyuyingii
Litsea liyuyingii H. Liu – gatunek rośliny z rodziny wawrzynowatych (Lauraceae Juss.). Występuje naturalnie w południowych Chinach – w południowej części Junnanu. 

## Morfologia
PokrójZimozielone drzewo o nagich gałęziach.
LiścieNaprzemianległe. Mają kształt od eliptycznego do lancetowatego. Mierzą 10–20 cm długości oraz 3–8 cm szerokości. Są skórzaste. Nasada liścia jest klinowa. Blaszka liściowa jest o tępym lub ostrym wierzchołku. Ogonek liściowy jest nagi i dorasta do 15–20 mm długości.
KwiatySą niepozorne, jednopłciowe, zebrane po 3 w baldachy, rozwijają się w kątach pędów. Okwiat jest zbudowany z 8 listków o owalnym kształcie. Kwiaty męskie mają 26–32 pręcików.

## Biologia i ekologia
Roślina dwupienna. Rośnie w wiecznie zielonych lasach. Występuje na wysokości od 500 do 2500 m n.p.m. Kwitnie w październiku.